# Cicindelidia trifasciata
Cicindelidia trifasciata es una especie de escarabajo del género Cicindelidia, familia Carabidae. Fue descrita por Fabricius en 1781.
Mide 11-13 mm. De color variable, de gris parduzco oscuro a castaño claro. Vive en barriales en el borde de pantanos o arroyos. Los adultos son activos de abril a octubre, pero más numerosos en el verano.

## Distribución geográfica
Habita en las Antillas Menores, Colombia, Venezuela, Surinam, Guayana Francesa, Ecuador, Galápagos, Perú, Estados Unidos, Islas Caimán, La Española y Cuba.